# Горење Камење при Добрничу
Горење Камење при Добрничу (нем. Оберстеинберг) је насељено место у општини Требње, регија Југоисточна Словенија, Словенија.

## Историја
До територијалне реорганизације у Словенији било је у саставу старе општине Требње.

## Становништво
У попису становништва из 2011. Горење Камење при Добрничу имало је 46 становника.
| Број становника према пописима | Број становника према пописима | Број становника према пописима |
| ------------------------------ | ------------------------------ | ------------------------------ |
| 1991                           | 2002                           | 2011                           |
| 47                             | 46                             | 46                             |

Напомена: До 1953 исказивано под називом Горење Камење .